# Cynthia Fleury
Pour les articles homonymes, voir Fleury et Perkins.
Cynthia Fleury (civilement Fleury-Perkins), née en 1974 à Paris, est une philosophe et une psychanalyste française. Elle est professeure titulaire de la chaire Humanités et Santé au Conservatoire national des arts et métiers et professeure associée à l'École nationale supérieure des mines de Paris (Mines-ParisTech), titulaire également de la chaire de philosophie à l'hôpital Sainte-Anne du GHU Paris psychiatrie et neurosciences et est membre du conseil d'administration de l'ONG Santé Diabète,.
Elle a auparavant enseigné la philosophie politique (en qualité de research fellow et associate professor) à l'American University of Paris, et a été chercheuse associée au Muséum national d'histoire naturelle.

## Biographie
Cynthia Fleury soutient en 2000 à l'université Paris-Sorbonne-Paris IV une thèse de doctorat en philosophie (métaphysique-ontologie) intitulée « La métaphysique de l'imagination » sous la direction de Pierre Magnard, spécialiste de la pensée catholique de Blaise Pascal. Son habilitation à diriger des recherches a porté sur « La construction sociale de la vérité dans l'espace public à l'épreuve des NTIC » (Aix-Marseille Université).
En 2002, Cynthia Fleury fonde un prix de philosophie dont elle est secrétaire générale. Elle a été membre du comité de lecture de la revue Cités et collabore au site nonfiction.fr, notamment en tant que coordinatrice du pôle philosophie. Elle s'intéresse par ailleurs au travail de l'artiste Philippe Pasqua, à propos duquel elle fournit une contribution, toujours en 2002. Elle a également préfacé des ouvrages consacrés à Ron Arad, à Aurèle et à Charlotte Perriand.
De 2006 à 2009, elle est chercheuse contractuelle à l’Institut des sciences de la communication du CNRS et, de 2009 à 2014, chercheuse associée au laboratoire Conservation des espèces, restauration et suivi des populations (CERSP, devenu CESCO), au Muséum national d'histoire naturelle (MNHN/CNRS). En parallèle, elle a aussi été enseignante vacataire à l'Institut d'études politiques de Paris et à l'École polytechnique. Elle a également donné des cours en écoles de commerce, notamment à HEC, et enseigné au pôle universitaire Léonard-de-Vinci de la Défense,.
Elle est membre fondatrice du Réseau international des femmes philosophes, parrainé par l'Unesco, ainsi que du collectif Roosevelt. Elle a présidé le collectif EuropaNova (Action pour une Europe politique), dont elle est actuellement la vice-présidente ainsi que vice-présidente de son comité d'orientation. Elle est membre du conseil stratégique de la Fondation Nicolas-Hulot pour la nature et l'homme.

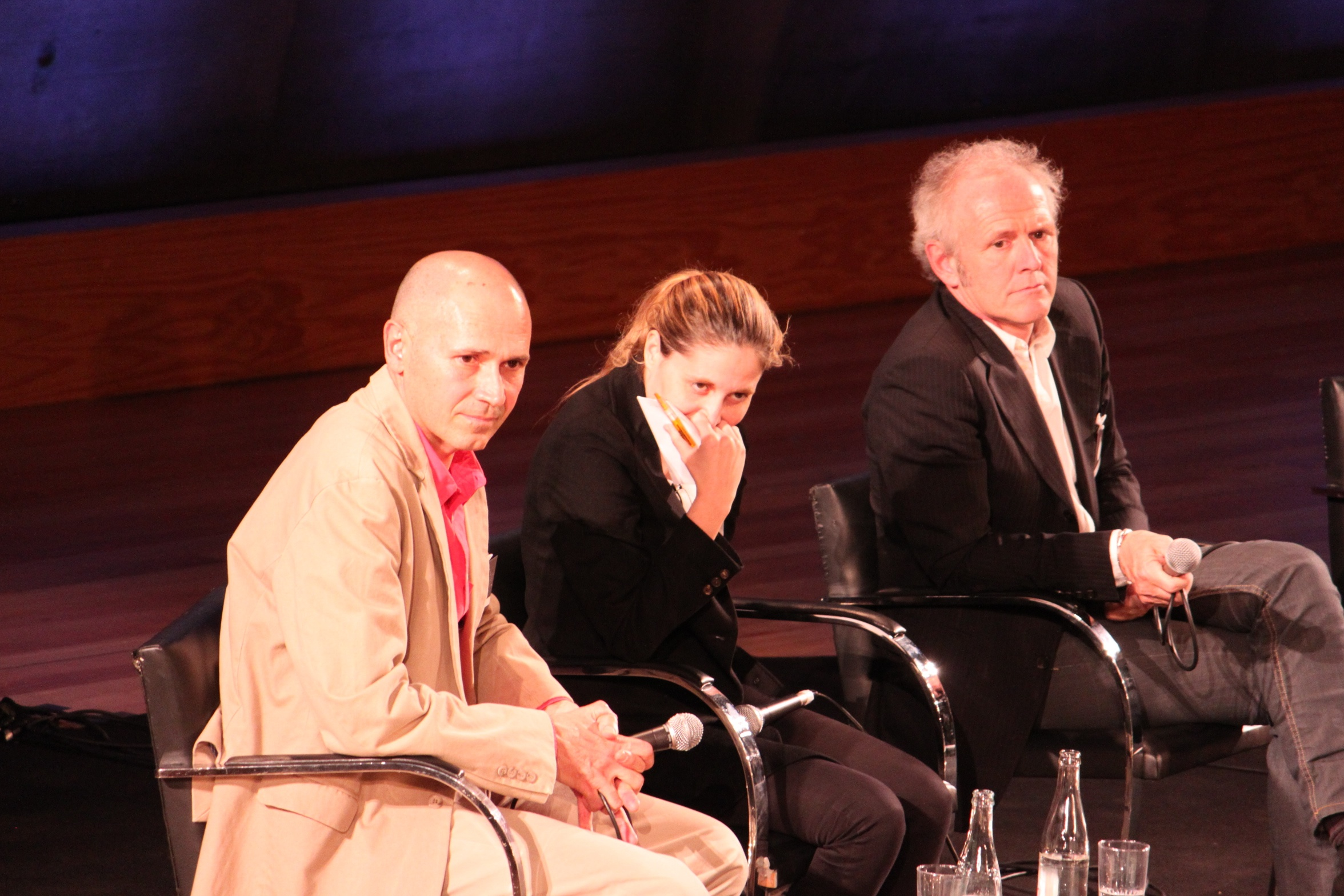
Cynthia Fleury avec le psychothérapeute Christophe André et le psychologue Arnaud de Saint-Simon lors d'une conférence de l'université de la Terre en 2011.

Psychanalyste de formation,, elle a été membre de la cellule d'urgence médico-psychologique du SAMU de Paris (CUMP-Necker) de 2011 à 2015. Elle est marraine du projet ICCARRE (traitement d'intermittence du sida).
Elle a été nommée en 2013 membre du Comité consultatif national d'éthique (CCNE), dont elle est le plus jeune membre. Elle siège également au comité scientifique du Haut Conseil des biotechnologies. Elle a été administratrice externe au conseil d'administration de Suez Environnement.
Elle tient une chronique hebdomadaire, dans L'Humanité depuis 2003. Elle est souvent invitée à la radio et à la télévision , pour présenter ses livres et parler de thèmes tels que la résilience, la psychanalyse, la politique, la religion ou l'imagination. Elle apparaît aussi régulièrement dans de nombreux quotidiens nationaux et magazines hebdomadaires (L'Obs,, Le Monde, La Croix, Libération Psychologies magazine, Le Figaro, Le Point, Marianne).
En 2016, elle est titulaire de la chaire de philosophie à l'hôpital Hôtel-Dieu.
En 2019, elle écrit une version théâtrale de son livre La Fin du courage, présentée à la Scala (Paris) en décembre 2019, mise en espace par Nicolas Maury et dite par Isabelle Adjani et Laure Calamy.
En 2025, elle rejoint le Pôle rayonnement de l’armée de terre (Prat).

### Engagements politiques
En novembre 2013, déjà membre du collectif Roosevelt, un mouvement citoyen né en 2012, elle participe, aux côtés du socialiste Pierre Larrouturou, de l'urgentiste Patrick Pelloux, du sociologue Edgar Morin et de l'humoriste Bruno Gaccio, à la fondation d'un nouveau parti politique français, Nouvelle Donne,. Elle démentira cette information en 2022 dans une interview.
Elle soutient en 2018 le collectif européen Pacte Finance Climat, destiné à promouvoir un traité européen en faveur d'un financement pérenne de la transition énergétique et environnementale pour lutter contre le réchauffement climatique,.
En 2021 elle est nommée au conseil d'orientation de la Mission interministérielle de vigilance et de lutte contre les dérives sectaires (MIVILUDES) 

## Publications

### Ouvrages
- 2000 : Métaphysique de l'imagination, Paris, D'Écarts, coll. « Diasthème », 745 p.  (ISBN 2-912824-27-3) ; rééd. Gallimard/Folio, 2020  (ISBN 2072889367)
- 2001 : Mallarmé et la parole de l'imâm, Paris, D'Écarts, coll. « Diasthème », 144 p.  (ISBN 2-912824-30-3) ; rééd. Gallimard/Folio, 2020  (ISBN 2072889413)
- 2002 : Pretium doloris : l'accident comme souci de soi, Paris, Pauvert, 205 p.  (ISBN 2-720-21463-9) ; coll. « Poche Pluriel » 2015  (ISBN 2818504856)
- 2003 : Dialoguer avec l'Orient : retour à la Renaissance, Paris, PUF, coll. « Intervention philosophique », 307 p. ; rééd. poche Biblis, éditions du CNRS  (ISBN 2271091799)
- 2004 : Difficile tolérance, avec Yves Charles Zarka, Paris, PUF, coll. « Intervention philosophique », 230 p.  (ISBN 2-13-053977-7)
- 2005 : Manifeste pour une nouvelle école, avec Jean-Luc Muracciole, Little Big Man, coll. « Nomad's Land », 155 p.  (ISBN 2-915557-04-7)
- 2005 : Les Pathologies de la démocratie, Paris, Fayard, 282 p.  (ISBN 2-213-62322-8) ; rééd. 2009, Paris, coll. « Le Livre de poche / Biblio essais », (no 31 544), 312 p.  (ISBN 978-2-253-08466-2)
- 2010 : La Fin du courage : la reconquête d'une vertu démocratique, Paris, Fayard, 203 p.  (ISBN 978-2-213-65162-0) ; coll. « Le Livre de poche », 2011  (ISBN 2253156299)
- 2015 : Les Irremplaçables, Paris, Gallimard, coll. « Blanche », 2015, 224 p.  (ISBN 978-2-07-014729-8) ; Folio 2018  (ISBN 9782072779251)
- 2017 : Reconquérir le courage, Vincennes, Frémeaux & associés (3 disques compacts + 1 brochure)
- 2019 : Le soin est un humanisme, Paris, Gallimard, coll. « Tracts »  (ISBN 978-2072859878)
- 2020 : Répétition générale, Paris, Gallimard, coll. « Tracts de crise »
- 2020 : Ci-gît l'amer. Guérir du ressentiment, Paris, Gallimard, coll. « Blanche », 336 p.  (ISBN 2072858550) ; Folio 2022[48]
- 2022 : Ce qui ne peut être volé. Charte du Verstohlen, avec Antoine Fenoglio, Paris, Gallimard, coll. « Tracts », 46 p.  (ISBN 978-2-07-299732-7)
- 2023 : La Clinique de la dignité, Paris, Seuil, coll. « Compte à Rebours », 224 p.  (ISBN 978-2-02-151425-4)

### Ouvrages collectifs
- 2002 : avec Yves Charles Zarka, Sylvie Taussig, Linda Lotte (dir.), La France et ses démons. Radioscopie des passions françaises, Paris, PUF  (ISBN 2130537235 et 9782130537236)
- 2006 : Imagination, imaginaire, imaginal, Paris, PUF, coll. « Débats », 192 p.  (ISBN 978-2-13-054336-7)
- 2008 : avec Yves Charles Zarka et Sylvie Taussig (dir.), L'Islam en France, Paris, PUF, coll. « Quadrige / Essais, débats », 732 p.  (ISBN 978-2-13-055727-2), hors-série de la revue Cités (2004)
- 2012 : avec Anne-Caroline Prévot-Julliard (dir.), L'Exigence de la réconciliation. Biodiversité et société, Paris, éditions du Muséum national d'histoire naturelle/Fayard, coll. « Le temps des sciences », 472  p.  (ISBN 978-2-213-66859-8)
- 2017 : avec Anne-Caroline Prévot-Julliard (dir.), Le Souci de la nature. Apprendre, inventer, gouverner, Paris, CNRS éditions, 378  p.  (ISBN 978-2-271-08817-8)
- 2022 : avec SCAU (Eric de Thoisy) dir., Soutenir. Ville, architecture et soin, Pavillon de l'Arsenal, 304 p.  (ISBN 978-2-35487-066-9)
- 2024 : avec Antoine Fenoglio (dir.), Ethique et Design. Pour un climat de soin, Paris, PUF, 376 p.,

## Distinctions

### Prix
- 2010 : Prix Afci du livre[49] pour La Fin du courage : la reconquête d'une vertu démocratique
- 2018 : Grand Prix du livre audio du CNL[50] pour Reconquérir le courage

### Décorations
- 2014 :  Chevalière de l'ordre national du Mérite [51]
- 2020 :  Chevalière de la Légion d'honneur [52].
- 2021:  Officier de l'ordre des Arts et des Lettres[53]

### Radio
- « Cynthia Fleury, philosophe clinicienne - Ép. 45/100 - Profession philosophe », sur France Culture (consulté le 9 novembre 2020)
- « Dépasser le ressentiment pour sauver la démocratie avec Cynthia Fleury », sur France Culture (consulté le 9 novembre 2020)

### Vidéographie
- [vidéo] « « Se changer soi pour changer le monde », Université de la terre », sur YouTube
- Les Grands Débats #1 – Quels changements dans nos vies ? avec Cynthia Fleury et Pierre Zaoui, Université de Paris